# Miquel Dolç
Miquel Dolç i Dolç (Santa María del Camino, Baleares, 4 de diciembre de 1912 - Madrid, 27 de diciembre de 1994) fue un filólogo español, crítico literario, poeta y traductor al español y al catalán.

## Biografía
Estudió bachillerato en el Instituto de Palma de Mallorca. Entre 1939 y 1942 hizo estudios de Filosofía y Letras en la Universidad de Barcelona. Se especializó en Filología Clásica. Recibió el premio extraordinario de Licenciatura. También se doctoró con premio extraordinario en Letras en 1950. En 1943 obtuvo por oposición la cátedra de Lengua y literatura latina en el Instituto de Enseñanza Media de Huesca. Viajó por Italia, sur de Francia, Marruecos y la mayor parte de la Península. Fue consejero fundador del Instituto de Estudios Oscenses y director de la revista Argensola. Ha publicado centenares de artículos en diversos periódicos y revistas, como por ejemplo, de Madrid, Arbor, Revista de Ideas Estéticas, Revista de Estudios Políticos, Escorial, Estudios Clásicos, El Español, Archivo Español de Arqueología, Ateneo. En Mallorca, La Almudaina, Diario de Mallorca y Ponent. En Barcelona, Destino, Revista y Estudis Romànics. En Zaragoza, Universidad, Pirineos y Caesaraugusta; en Huesca, Argensola. Catedrático de la Ujniversidad de Madrid. Hizo traducciones al castellano y al catalán de los Epigramas de Marcial, Diálogos de Séneca, Soliloquios de Marco Aurelio, Poesías de Catulo, los Anales de Tácito, los Himnos de Prudencio, las Sátiras de Persio y la obra completa de Virgilio y Horacio, entre otros. Escribió poesía en catalán (El somni encetat, Palma de Mallorca, 1943; Ofrena de sonets, Barcelona: Estel; Elegies de guerra, Barcelona: Estel) y escribió varios libros de texto para la enseñanza del latín: una gramática y tres libros de traducción y ejercicios (Barcelona, 1945-1947). También publicó varios textos escolares comentados de Ovidio, Marcial y Quintiliano para la editorial barcelonesa Bosch. En 1987 recibió el Premio Nacional de traducción por De la natura, de Lucrecio; en 1990, el premio Serra d'Or por Les confessions, de Agustín de Hipona.
Posee la Encomienda de Alfonso X el Sabio (1951), la Cruz italiana al Mérito de Guerra (1939) y la Medalla de sufrimientos por la Patria (1940).

## Obra

### Didáctica
- Gramática de la lengua latina: Morfología y nociones de Sintaxis. Curso elemental  Barcelona: Edit. Barna, [1945? (Mariano Galve])
- Ejercicios y textos latinos: (Morfología y Sintaxis) III Curso. Barcelona: Edit. Barna, S.A., [1946 (Gráf. Marina])

### Estudios
- Estudis de crítica literària: de Ramon Llull a Bartomeu Rosselló-Pòrcel; introducció i edició a cura de M. del Carme Bosch. Barcelona: Abadía de Montserrat, 1994.
- Miguel Dolç, Ramon Torné, Assaigs sobre la literatura i la tradició clàssica Barcelona: Publicacions de la Universidad de Barcelona, 2000. ISBN 84-475-2451-5
- El meu segon ofici: estudis de llengua i literatura llatines Palma de Mallorca: Conselleria de Cultura, Educació i Esports, D.L. 1996. ISBN 84-86815-72-X
- Hispania y Marcial. Contribución al conocimiento de la España Antigua, Madrid: C.S.I.C., 1953
- Retorno a la Roma clásica sobre cultura y sociedad en los albores de Europa Madrid: Prensa Española, 1972
- El tema del árbol en la casa romana [Valencia: s.n.], 1960 (Sucesor de Vives Mora, imp.])

### Poesía
- Somni encetat, 1943.
- Ofrena de sonets, 1946.
- Elegies de guerra pòrtic de J. Estelrich ; litografies de T. Miciano. Barcelona: Mª Montserrat Borrat, 1948
- Libre de Sant Jordi, 1952.
- Petites elegies, La font de les tortugues, Ponent, Mallorca, 1958
- Imago Mundi: Poemes, Edit. Moll, Mallorca, 1973
- L'ombra que s' allarga: poemes; prólogo de Josep M. Llompart. Santa María del Camino: Ayuntamiento, 1984.
- Sàtires i epigrames; prólogo de Margalida Pons, Palma de Mallorca: "Sa Nostra", Caixa de Balears, 1994.

### Varios
- Intent d'avaluació Manacor: Casa Cultura, 1983
- Posibilidades en el cultivo de la Filología latina Madrid: Universidad Autónoma, [1969]

### Traducciones
- Marcial, Epigramas selectos, Edición de Miguel Dolç. Barcelona: Bosch, 1981. ISBN 84-7162-495-8
- Catulo, Poesías; texto revisado y traducido por Miguel Dolc, Barcelona: Alma Mater, 1963.
- Marco Aurelio, Meditaciones; [versión castellana y notas de Miquel Dolç]. Palma de Mallorca: Olañeta, [2004].
- Persio, Sátires; text revisat i traducció de Miquel Dolç. Barcelona: Fundació Bernat Metge, 1954.
- Cayo Cornelio Tácito, Annals; text revisat i traducció de Miquel Dolç, Barcelona: Fundació Bernat Metge, 1965.
- Ovidio, Amors text revisat i traducció de Jordi Pérez i Durá... i Miquel Dolç. Barcelona: Fundació Bernat Metge, 1971.